# Barrage du Pont-du-Roi
Cet article concerne le barrage à Tintry, Saône-et-Loire. Pour les articles homonymes, voir Pont du Roi (homonymie).
Le barrage du Pont-du-Roi est un barrage situé sur la commune de Tintry, département de Saône-et-Loire, en Bourgogne. La retenue et ses environs sont inscrits sur la liste des sites Natura 2000 de Saône-et-Loire.

## Histoire
Ce barrage est construit en béton entre 1957 et 1961 par le Conseil général de Saône-et-Loire, qui en est toujours propriétaire, pour l'alimentation en eau des communes voisines et d'une grande partie de l'Autunois (communes du Syndicat mixte de l'eau Morvan-Autunois-Couchois).  
Au sortir d'un vallon, il endigue le ruisseau du Pont-Allard, le ruisseau du Pont d'Argent, le ruisseau de la Charbonnière et le ruisseau de Taupe-Vieille. 
Début décembre 2010, une pluviométrie importante a provoqué un déversement spectaculaire par-dessus le barrage qui ne causa aucun dégât, le barrage étant conçu pour de tels débordements. 
Mis à part son usage de réserve d'eau, l'endroit est réputé pour ses ressources halieutiques (poissons carnassiers).

## Caractéristiques
Il s'agit d'un barrage voûte à débordement construit en quatre ans
- Hauteur 23 m, longueur 196 m.
- Superficie : 68 hectares.
- Bassin versant : 45 km2.
- Propriétaire : Conseil départemental de Saône-et-Loire[2].
- Il fait l'objet d'une révision spéciale à partir de 2015, c'est-à-dire qu'il subit une réhabilitation.

## Sources
- Nicolas Manzano, Le barrage du Pont-du-Roi doit-il inquiéter, dans Le Journal de Saône et Loire (édition d'Autun), 19 juillet 2011.